# Tellico Plains
Tellico Plains est une ville américaine située dans le comté de Monroe, dans l'État du Tennessee. En 2010, sa population était de 880 habitants.

## Traduction
- (en) Cet article est partiellement ou en totalité issu de l’article de Wikipédia en anglais intitulé « Tellico Plains, Tennessee » (voir la liste des auteurs).